# Snowboard nos Jogos Olímpicos de Inverno de 2006
As competições de snowboard nos Jogos Olímpicos de Inverno de 2006 foram disputadas entre 16 e 17 de fevereiro em Turim, na Itália. O snowboard é dividido em seis eventos.

## Calendário
| Fevereiro | 10 | 11 | 12 | 13 | 14 | 15 | 16 | 17 | 18 | 19 | 20 | 21 | 22 | 23 | 24 | 25 | 26 |
| --------- | -- | -- | -- | -- | -- | -- | -- | -- | -- | -- | -- | -- | -- | -- | -- | -- | -- |
| Snowboard |    |    | 1  | 1  |    |    | 1  | 1  |    |    |    |    | 1  | 1  |    |    |    |

|  | Dia de competição |  | Dia de final |  | Exibição de gala |

## Eventos
- Halfpipe feminino
- Slalom gigante paralelo feminino
- Snowboard cross feminino
- Halfpipe masculino
- Slalom gigante paralelo masculino
- Snowboard cross masculino

## Medalhistas
Masculino
| Evento                           | Ouro                            | Prata                         | Bronze                        |
| -------------------------------- | ------------------------------- | ----------------------------- | ----------------------------- |
| Halfpipe detalhes                | Shaun White USA Estados Unidos  | Danny Kass USA Estados Unidos | Markku Koski FIN Finlândia    |
| Slalom paralelo gigante detalhes | Philipp Schoch SUI Suíça        | Simon Schoch SUI Suíça        | Siegfried Grabner AUT Áustria |
| Snowboard cross detalhes         | Seth Wescott USA Estados Unidos | Radoslav Židek SVK Eslováquia | Paul-Henri Delerue FRA França |

Feminino
| Evento                           | Ouro                            | Prata                                 | Bronze                            |
| -------------------------------- | ------------------------------- | ------------------------------------- | --------------------------------- |
| Halfpipe detalhes                | Hannah Teter USA Estados Unidos | Gretchen Bleiler USA Estados Unidos   | Kjersti Buaas NOR Noruega         |
| Slalom paralelo gigante detalhes | Daniela Meuli SUI Suíça         | Amelie Kober GER Alemanha             | Rosey Fletcher USA Estados Unidos |
| Snowboard cross detalhes         | Tanja Frieden SUI Suíça         | Lindsey Jacobellis USA Estados Unidos | Dominique Maltais CAN Canadá      |

## Quadro de medalhas
| Ordem | País               | Medalha de ouro | Medalha de prata | Medalha de bronze |    | Ordem por total |
| ----- | ------------------ | --------------- | ---------------- | ----------------- | -- | --------------- |
| 1     | USA Estados Unidos | 3               | 3                | 1                 | 7  | 1               |
| 2     | SUI Suíça          | 3               | 1                |                   | 4  | 2               |
| 3     | GER Alemanha       |                 | 1                |                   | 1  | 3               |
| 3     | SVK Eslováquia     |                 | 1                |                   | 1  | 3               |
| 5     | AUT Áustria        |                 |                  | 1                 | 1  | 3               |
| 5     | CAN Canadá         |                 |                  | 1                 | 1  | 3               |
| 5     | FIN Finlândia      |                 |                  | 1                 | 1  | 3               |
| 5     | FRA França         |                 |                  | 1                 | 1  | 3               |
| 5     | NOR Noruega        |                 |                  | 1                 | 1  | 3               |
| TOTAL | TOTAL              | 6               | 6                | 6                 | 18 | —               |